# Familia Vernier
Los Vernier fueron una familia patricia de Venecia.

## Historia
Es una de las familias más antiguas de la ciudad: algunas tradiciones creen que tiene su origen en Vicenza[1], otras incluso en la gens Aurelia y en el emperador Valeriano. Lo cierto es que la presencia de los Venier sólo está documentada a partir del siglo XI. Tras la Cuarta Cruzada obtuvieron el señorío de Cerigo y Paro y, con los Martinengo y León, los castillos de Zemonico y Sanguinetto.
Aunque una rama se trasladó a Candia y participó en la revuelta antiveneciana de la isla, los Venier de Venecia siempre se mantuvieron fieles a la Serenísima y desempeñaron papeles destacados en la vida política (dieron tres dux). Otros se convirtieron en personalidades del mundo cultural.
Serían los constructores de la iglesia de San Juan Bautista Degollado, vulgo San Zan Degolà.

## Membros illustres
- Antonio Venier (1330 circa – 1400), dogo
- Nicolò Venier (ca. 1483 – 1530) señor de Paros
- Francesco Venier (1489 – 1556), dogo
- Sebastiano Venier (1496 – 1578), dogo
- Lorenzo Venier (1510 - 1550), literato, hermano de Domenico
- Domenico Venier (1517 - 1582), literato, hermano de Lorenzo
- Maffio Venier (1550 - 1586), arzobispo y literato, hijo de Lorenzo

## Palacios, villas y castillos
Palacios
- Casa Venier en Santa Maria Formosa;
- Casino Venier, cercanías de Rialto y San Marcos;
- Palazzetto Venier, en el sestiere de Dorsoduro;
- Palazzo Venier dei Leoni, hoy Peggy Guggenheim Collection;
- Palazzo Venier-Contarini, palacio gótico sobre el Canal Grande;
- Palazzo Venier-Manfrin, palacio neoclásico de Venezia;

Villas
- Villa Venier-Contarini, villa veneta en Mira Taglio;
- Villa Colloredo-Venier;
- Villa Contarini-Giovannelli-Venier, en Vo';
- Villa Venier, en Sommacampagna.

Otros
- Castello di Sanguinetto;